# Vénissieux Football Club
Le Vénissieux Football Club,anciennement AS Minguettes Vénissieux, est un club de football français basé à Vénissieux. Lors de la saison 2022-2023, le club évolue en Régional 1 de la Ligue Auvergne-Rhône-Alpes de football.

## Histoire
- 1969 : Fondation du club AS Minguettes
- 2018 : Fusion de l'AS Minguettes avec l'US Vénissieux pour créer le Vénissieux FC[1].

Ancien logo
Ancien logo

Luis Fernandez, enfant, a commencé le football à l'AS Minguettes, où son frère Jean-Louis était entraîneur.

## Palmarès
- 12 saisons en CFA2 (National 3).
- 16e de finale de Coupe Gambardella en 1998 contre le FC Metz.
- Vainqueur de la Coupe Rhône-Alpes en 2012.
- 8e de finale de Coupe de France en 2013, défaite 0-2 contre l'AS Nancy-Lorraine (Ligue 1).

## Entraîneurs
- -2014 :  Karim Mokeddem
- 2014-2015 :  Stéphane Paille
- 2016-2017 :  Bailly Ouraga
- 2017-2019 :  Patrick Paillot
- 2019-     :  Andréa Damiani

## Section futsal
À l'été 2016, l'AS Minguettes Venissieux absorbe l'AS Charréard qui devient la section futsal du club. Dès sa première saison, l'équipe remporte le titre régional puis ses deux matchs de barrage d'accession en Division 2 nationale. Le club obtient son maintien lors de la saison 2017-2018 mais est relégué l'année suivante.